# Joanna Stone-Nixon
Joanna Stone-Nixon, född den 4 oktober 1972, är en australisk före detta friidrottare som tävlade i spjutkastning.
Stone-Nixons främsta merit är att hon slutade tvåa vid världsmästerskapen 1997 i Aten där hon kastade 68,64. Hon var även i final vid världsmästerskapen 1995 i Göteborg där hon blev femma. Hon deltog vid två olympiska spel men tog sig aldrig vidare till finalen.